# Haitianisch-türkische Beziehungen
Die haitianisch-türkischen Beziehungen beschreiben das bilaterale Verhältnis zwischen der Republik Haiti einerseits und der Republik Türkei (auch: Republik Türkiye) andererseits.

## Geschichte und Stand
Die im Jahr 1804 von Frankreich unabhängig gewordene Republik Haiti und die 1923 aus dem Osmanischen Reich hervorgegangene Republik Türkei unterhalten seit 1958 diplomatische Beziehungen.
Im November 1958 traf Botschafter Tahan Carim als erster Diplomat der Türkei in Port-au-Prince ein. Er war als Botschafter in Venezuela akkreditiert und nahm die Beziehungen zu Haiti, Kolumbien, Ecuador und der Dominikanischen Republik auf dem Weg der Mehrfachakkreditierung wahr.
Nachdem die Türkei eine Botschaft in Santo Domingo eröffnet hat, ist deren Leiter in Haiti nebenakkreditiert. Ferner hat die Türkei einen Honorakonsul in Haiti bestellt, der in Pétionville ansässig ist.
Haiti unterhält weder eine diplomatische noch eine konsularische Vertretung in der Türkei.
Seit Einrichtung der Stabilisierungsmission der Vereinten Nationen in Haiti (MINUSTAH; 2004 bis 2017) stellte die Türkei Angehörige der bewaffneten Polizei im Rahmen des United Nations Police Kontingents (UNPol). die zur Wiederherstellung von Ordnung und Stabilität in Haiti beitragen sollte. In der nachfolgenden Justizunterstützungsmission der Vereinten Nationen in Haiti (MINUJUSTH), war die Türkei ebenfalls mit Polizeieinheiten vertreten.
Nach dem verheerenden Erdbeben in Haiti 2010 leistete die Türkei Finanz- und Sachhilfe im Wert von jeweils 1 Mio. US-Dollar. Die türk işbirliği ve koordinasyon ajansı başkanlığı (Türkische Agentur für Zusammenarbeit und Koordinierung; TIKA) stellte Finanzhilfe und Ausrüstung im Wert von 124 Mio. US-Dollar bereit.
Türkische Hilfe erfolgte auch nach den Verwüstungen des Hurrikan Matthew (2016). In Port-à-Piment baute die TIKA Schulen neu auf.
Der türkische Außenminister Mevlüt Çavuşoğlu besuchte Haiti am 17. August 2020 und hatte ein Treffen mit dem damaligen haitianischen Präsidenten Jovenel Moïse. Moïse nahm zusammen mit dem Verteidigungsminister Haitis und einer Delegation haitianischer Geschäftsleute im Juni 2021 am Antalya Diplomacy Forum (ADF) teil. Am Rand wurde Präsident Moïse vom türkischen Präsidenten Recep Tayyip Erdoğan empfangen.
Das Handelsvolumen zwischen den beiden Ländern belief sich Ende 2021 auf rund 141 Mio. US-Dollar, wobei es sich ganz überwiegend (140 Mio. US-Dollar) um Ausfuhren der Türkei nach Haiti handelte.
In der Türkei leben über 5000 haitianische Wirtschaftsmigranten, die sich als Arbeitskräfte in der Produktion einfacher Gegenstände verdungen haben. Die Mehrzahl hat den Wunsch, in die Heimat zurückzukehren. Die Regierung Haitis organisiert in Zusammenarbeit mit der Internationalen Organisation für Migration (IOM) freiwillige Rückführungen.